# Villejust
Villejust (prononcé [vilʒyst̪] ) est une commune française située à vingt-et-un kilomètres au sud-ouest de Paris dans le département de l’Essonne en région Île-de-France.
Site dominant deux vallées, occupé dès l’âge du bronze puis accueillant une villa gallo-romaine, Villejust fut du Moyen Âge à la Révolution un domaine morcelé entre divers seigneurs, de Montlhéry à Palaiseau, des Condé au roi de Suède et Norvège.
Implantée au cœur du Hurepoix, c’est aujourd’hui une commune qui mêle agriculture maraîchère sur sept dixièmes du territoire et haute technologie avec le parc d'activités de Courtabœuf.
Ses habitants sont appelés les Villejustiens.

## Géographie

### Localisation

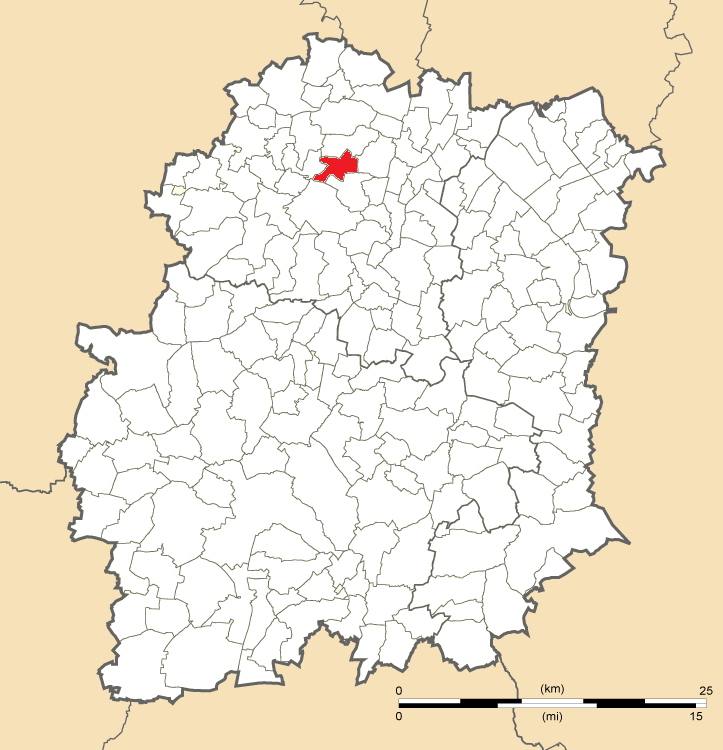
Position de Villejust en Essonne.

L’Institut national de l'information géographique et forestière donne les coordonnées géographiques 48°40'60" N et 02°14'15" E au point central de son territoire.
| Type d’occupation           | Pourcentage | Superficie (en hectares) |
| --------------------------- | ----------- | ------------------------ |
| Espace urbain construit     | 23,2 %      | 124,78                   |
| Espace urbain non construit | 6,3 %       | 33,87                    |
| Espace rural                | 70,5 %      | 378,32                   |
| Source : Iaurif-MOS 2008    |             |                          |

Villejust est située au sud de l’agglomération parisienne, au nord du département français de l’Essonne, dans la région d’Île-de-France, au cœur de l’ancien pays traditionnel devenu région naturelle du Hurepoix. La commune occupe un territoire à la forme approximative d’une croix de saint André aux bras  de quatre et deux kilomètres de long, qui représente une surface de cinq cent trente six hectares. Plus de 70 % de l’espace a conservé un caractère rural avec de vastes espaces de culture céréalière et maraîchère, les constructions ne représentant que 22 %, principalement concentrées à l’est du domaine dans le village et au nord-ouest dans le parc d'activités de Courtabœuf.
De ce vaste parc d’activités, la commune ne dispose que d’une petite partie, le reste étant réparti sur le territoire de Villebon-sur-Yvette et de l'ex-ZUP voisine des  Ulis.
Le village est placé sur un plateau à une altitude variant entre cent vingt et un et cent soixante sept mètres sans dénivellation marquée. Le Rouillon prend sa source au nord-ouest de la commune, c’est le seul cours d’eau de la commune.
La commune est intégrée depuis novembre 2005 à l’Opération d'Intérêt National de Massy Palaiseau Saclay Versailles Saint-Quentin-en-Yvelines qui regroupe quarante-neuf communes.
Villejust est située à vingt et un kilomètres au sud-ouest de Paris-Notre-Dame, point zéro des routes de France, seize kilomètres au nord-ouest d’Évry, trois kilomètres au sud de Palaiseau, cinq kilomètres au nord-ouest de Montlhéry, dix kilomètres au nord d’Arpajon, dix-neuf kilomètres au nord-ouest de Corbeil-Essonnes, vingt-trois kilomètres au nord-ouest de La Ferté-Alais, vingt-quatre kilomètres au nord-est de Dourdan, vingt-huit kilomètres au nord-est d’Étampes et trente-six kilomètres au nord-ouest de Milly-la-Forêt.

### Hydrographie

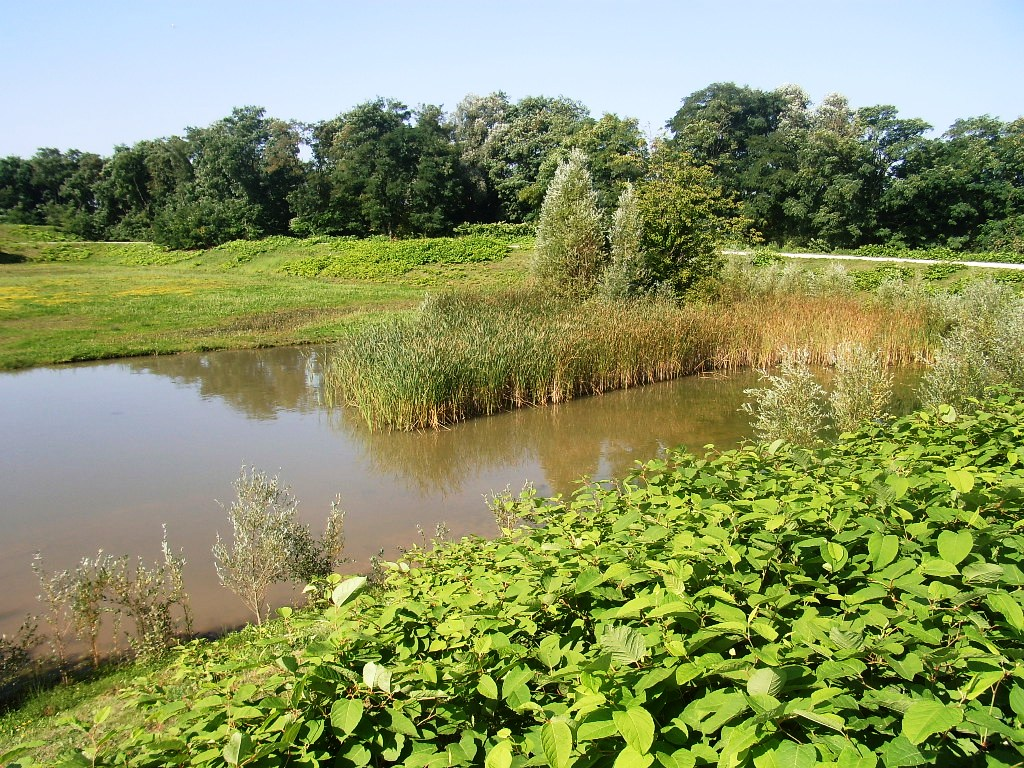
Source du Rouillon.

Situé sur un plateau, le territoire communal aurait pu être peu arrosé. Cependant, le Rouillon prend sa source à l’extrême ouest de la commune où il matérialise la frontière avec Les Ulis et traverse le territoire jusqu’à l’est où il matérialise alors la frontière avec Nozay. Deux lacs sont situés à l’ouest, d’une superficie de quarante cinq et cinquante et un ares, et complétés par un bassin de rétention des crues à la source de Rouillon. S’ajoutent deux mares dans le parc du château du Bois-Courtin. Auparavant, de nombreuses autres mares asséchées étaient réparties sur les terres de culture, dont la mare des Jardins, la mare du Champ à la Poitevine, la mare des Vaches, la mare de l’Échalat, la mare aux Sangliers aux Coudrayes, la mare à Dupont, la mare de la Ruelle, la mare du Lavoir, la mare du Closeau, la mare des Bruyères, la mare du Bois, la mare des Fèves, la mare de la Besace, la mare du Buisson et la mare Claire à Fretay.

### Relief et géologie
La commune est située en totalité sur le plateau de Courtabœuf, dominant la vallée de l’Yvette, sur un terrain caractéristique du pays Hurepoix, composé de grès et de sable dit de Fontainebleau qui surmonte une épaisse couche de marne. Le territoire s’étage entre cent soixante sept mètres au nord-est de la commune dans le bois Courtin et cent vingt-et-un mètres au sud-ouest à la frontière avec Marcoussis. Ce dénivelé d’à peine quarante mètres s’étend sur près de quatre kilomètres, la pente est ainsi presque imperceptible, le ruisseau le Rouillon ne creusant qu’à peine les sols.
De cette situation géologique découla pendant de nombreuses années l’exploitation de carrières de grès et sable, notamment à proximité du rocher de Saulx-les-Chartreux à l’est du village.

### Communes limitrophes
Le territoire de Villejust est relativement étendu, il est limitrophe de diverses communes, Villebon-sur-Yvette au nord et au nord-est, frontière matérialisée en partie par les routes départementales RD 59 et 118. À l’est se trouve Saulx-les-Chartreux, au sud-est et au sud le village de Nozay séparée en partie par le Rouillon, sur une courte distance matérialisée par les routes départementales 35 et 446 se trouve une frontière avec Marcoussis et depuis 1977, à l’ouest et nord-ouest se trouve l'ancienne ZUP des  Ulis séparée par la source du Rouillon.

### Climat
Pour des articles plus généraux, voir Climat de l'Île-de-France et Climat de l'Essonne.
En 2010, le climat de la commune est de type climat océanique dégradé des plaines du Centre et du Nord, selon une étude du CNRS s'appuyant sur une série de données couvrant la période 1971-2000. En 2020, Météo-France publie une typologie des climats de la France métropolitaine dans laquelle la commune est exposée à un climat océanique altéré et est dans la région climatique  Sud-ouest du bassin Parisien, caractérisée par une faible pluviométrie, notamment au printemps (120 à 150 mm) et un hiver froid (3,5 °C).
Pour la période 1971-2000, la température annuelle moyenne est de 10,8 °C, avec une amplitude thermique annuelle de 15,2 °C. Le cumul annuel moyen de précipitations est de 711 mm, avec 11,5 jours de précipitations en janvier et 7,9 jours en juillet. Pour la période 1991-2020, la température moyenne annuelle observée sur la station météorologique la plus proche, située sur la commune d'Épinay-sur-Orge à 7 km à vol d'oiseau, est de 11,5 °C et le cumul annuel moyen de précipitations est de 694,4 mm,. Pour l'avenir, les paramètres climatiques de la commune estimés pour 2050 selon différents scénarios d'émission de gaz à effet de serre sont consultables sur un site dédié publié par Météo-France en novembre 2022.

### Voies de communication et transports
Infrastructures traversant le territoire communal

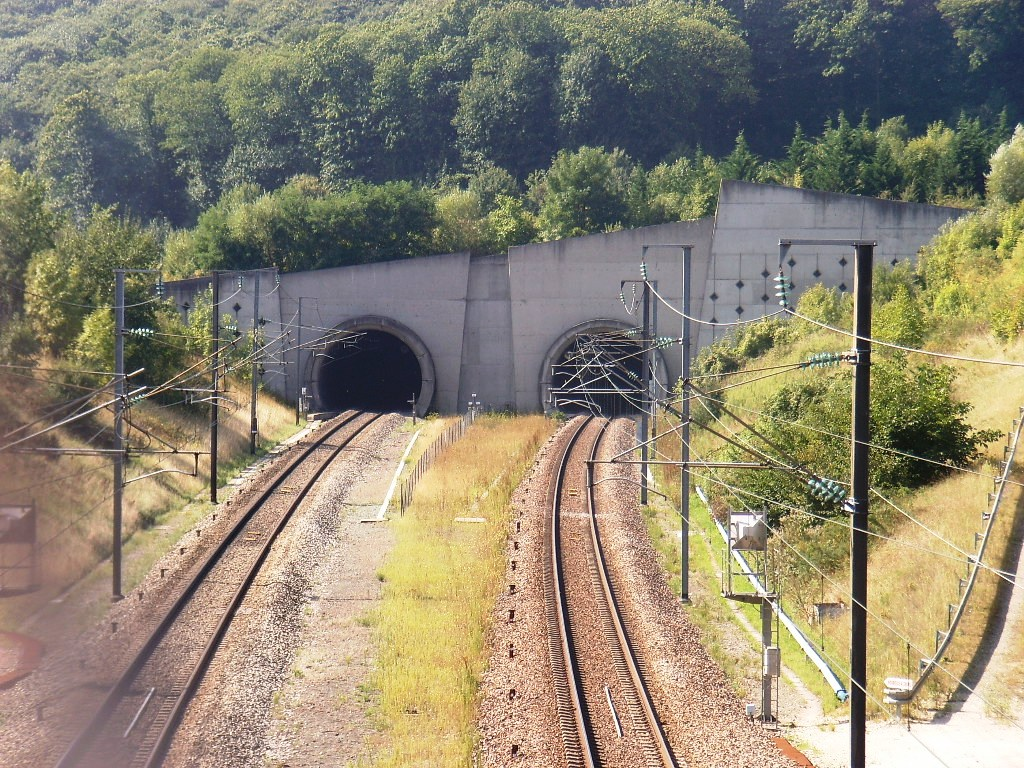
Entrée nord du tunnel de la LGV.

La commune est traversée dans sa partie nord-ouest par l’autoroute A10 et sur l’ensemble de son territoire du nord-est ou sud-ouest par le tunnel de la LGV Atlantique long d’approximativement cinq kilomètres à l’issue duquel les trains atteignent la vitesse de 300 km/h.
Le territoire de la commune est en outre placé à la verticale du couloir aérien des pistes 3 et 4 de l’aéroport Paris-Orly situé à dix kilomètres au nord-est. Villejust est en outre situé à douze kilomètres au sud-est de l’aéroport de Toussus-le-Noble pour l’aviation de tourisme et d’affaires et quarante-trois kilomètres au sud-ouest de l’aéroport Paris-Charles-de-Gaulle.
Réseau routier
Plusieurs routes départementales sillonnent la commune, la route départementale 118 qui entre à l’est depuis Saulx-les-Chartreux et file vers Les Ulis, ancienne route d’Orsay à Paris par Athis-Mons et la route départementale 59 qui entre au nord-est depuis Villebon-sur-Yvette et plus loin Massy, se dédouble en centre-ville en direction de Marcoussis.
Transports en commun
Hormis ces axes routiers et ferrés, la commune est restée à l’écart des réseaux de transport. Elle ne dispose ainsi d’aucune gare, la plus proche étant la gare de Palaiseau - Villebon sur la ligne B du RER.
Cependant, en 2022, deux stations d’autobus sont situées dans le parc d'activités de Courtabœuf sur les lignes 2, 22 et 23 du réseau de bus Paris-Saclay, et la ligne 91-03 du réseau de bus Essonne Sud Ouest avec un arrêt aux châteaux d’eau de Courtabœuf. S’ajoutent les arrêts la Brûlerie, Mairie, Clos de Launay, EDF, Poitevine, Fretay et La Folie-Bessin sur les lignes dédoublées DM10A, DM10S, D11A, DM11C, DM11E et DM11G du réseau de bus Paris-Saclay, ces quatre dernières menant directement à la gare de Massy - Palaiseau.

### Lieux-dits, écarts et quartiers
Le village de Villejust est situé au nord-est du territoire. Il est complété par divers hameaux et lieux-dits, dont le plus important Fretay au centre ouest du domaine était auparavant un fief indépendant, disposant même jusqu’en 1979 de sa propre école. S’ajoutent les lieux-dits la Poitevine au nord, la Folie-Bessin à l’extrême ouest, la Poupardière et les Pavillons à l’extrême est et le parc d'activités de Courtabœuf au nord-ouest.

## Urbanisme

### Typologie
Au 1er janvier 2024, Villejust est catégorisée ceinture urbaine, selon la nouvelle grille communale de densité à sept niveaux définie par l'Insee en 2022.
Elle appartient à l'unité urbaine de Paris, une agglomération inter-départementale regroupant 407  communes, dont elle est une commune de la banlieue,,. Par ailleurs la commune fait partie de l'aire d'attraction de Paris, dont elle est une commune du pôle principal,. Cette aire regroupe 1 929 communes,.

## Toponymie
Villa juste, Villa juxta au XIIe siècle, Villa justa au XIIIe siècle.
Parfois orthographié comme dans le Bulletin des lois de 1801 en Ville-Just. Toutefois, il est fort possible que cette villa rustica était placée au lieu-dit Fretay, forme détournée de l’ancien français farmatare signifiant ferme fortifiée.[réf. nécessaire]

## Histoire

### Les origines
La première occupation certifiée du lieu remonte à l’âge du bronze, comme en témoigne la découverte en 1977 d’une hache à talon, conservée au musée d'archéologie nationale de Saint-Germain-en-Laye. La toponymie du lieu indique une origine du peuplement fixe du village remontant à l’époque gallo-romaine où une villa rustica était implantée, très probablement sur le site de l’actuel Fretay. Toutefois, la première mention du nom intervint en mai 1146 dans une bulle du pape Eugène III qui confirmait la possession de la Capella Sancti Juliani de Villa Juxta par l’abbaye Saint-Florent de Saumur.

### Domaine partagé
Dès le Moyen Âge et le règne de Philippe-Auguste, le domaine fut partagé entre des fiefs appartenant à la seigneurie de Montlhéry pour les hameaux de Fretay et La Folie-Bessin, celle de Palaiseau pour les terres de Villejust et le Haut-des-Vignes et enfin La Poitevine dépendante de la cathédrale Saint-Pierre de Poitiers.
Cette séparation se retrouvait aussi dans la population puisque le premier domaine où était installé un moulin à vent était occupé par des laboureurs et le second par des viticulteurs. En 1314, La Saussaye appartenait à Enguerrand de Marigny.
Au XIVe siècle, le lieu était sous la seigneurie de Renaud de Bussière, chanoine de Paris. Vers 1400, la Poitevine revint au seigneur Louis de Brétigny, la terre de Courtabœuf revint à Guillaume de Harville seigneur de Palaiseau. Le 31 mai 1556, l’autel fut béni et en 1580, le domaine appartenait à Thomas de Balsac. Il passa ensuite à Hubert de Champy en 1696 avec l’ensemble du domaine de Villebon.

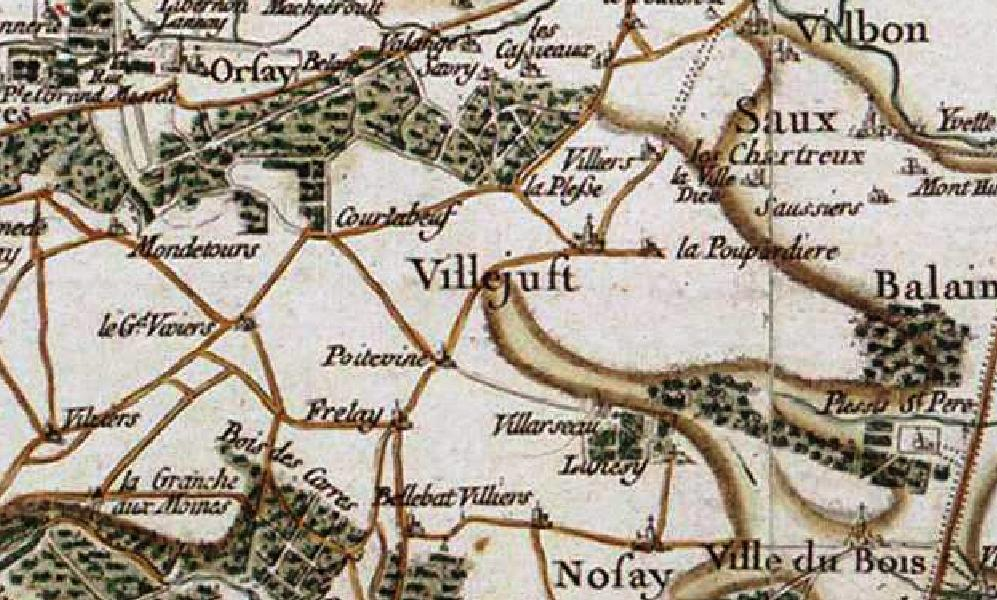
Carte de « Villejuſt » d’après Cassini.

En 1709, le village compte trente-deux feux. Vers 1730, la terre passa à la famille de Louvain puis à Louis Hercule Timoléon de Cossé-Brissac.
À la Révolution française, on dénombrait à Villejust, intégrée au canton de Palaiseau, soixante-douze feux soit approximativement trois cent neuf habitants. En 1794, Jean Alexandre Pauquet de Villejust acquit le domaine de Villejust. En 1795, Louis V Joseph de Bourbon-Condé, dernier seigneur de Palaiseau et par conséquent de Courtabœuf vendit ses terres à un négociant versaillais, scellant la réunion complète de la commune. En 1805, Jean-Baptiste Bernadotte et son épouse Désirée Clary acquirent le domaine de Villarceaux.

### Histoire moderne
Au XIXe siècle, des carriers s’installèrent à Villejust pour l’extraction du grès pour les pavés de la capitale. En 1866 fut construite la mairie-école. Ils se révoltèrent en 1880 contre les carriers de Lorraine qui vendaient à bas prix un grès plus friable. En 1881 fut construite l’école de Fretay.
Dans l'entre-deux-guerres, en 1932, le château du Bois-Courtin fut agrandi, en 1937 est réalisé l'adduction d'eau courante et donc construit le château d'eau de Villejust. En 1930, Villejust est traversée par la ligne de transport d’électricité vers la capitale venant du barrage d’Éguzon.
Le 24 août 1944, un détachement des troupes de la division Leclerc commandé par le colonel Pierre Billotte se heurta à Villejust à un convoi ennemi qui avait installé un barrage sur la route de Longjumeau. Un hôpital de campagne fut ensuite installé à l’emplacement de l’actuel centre EDF.
Dans les années 1960, EDF (aujourd’hui RTE) installa le poste de transformation électrique. En 1972 est construite l’usine d’incinération des déchets. En 1979, l’école de Fretay ferma ses portes.

## Politique et administration

### Rattachements administratifs et électoraux
Antérieurement à la loi du 10 juillet 1964, la commune faisait partie du département de Seine-et-Oise. La réorganisation de la région parisienne en 1964 fit que la commune appartient désormais au département de l'Essonne après un transfert administratif effectif au 1er janvier 1968. Elle est rattachée depuis 1962 à l'arrondissement de Palaiseau. Pour l'élection des députés, elle fait partie de la quatrième circonscription de l'Essonne.
La commune est rattachée de la Révolution française à 1975 au canton de Palaiseau, année où elle intègre canton de Villebon-sur-Yvette, dont elle est la plus petite collectivité. Dans le cadre du redécoupage cantonal de 2014 en France, elle est désormais rattachée au canton des Ulis.
L’organisation judiciaire rattache en 2008 les justiciables villejustiens au tribunal d’instance de Palaiseau, au conseil des prud’hommes de Longjumeau aux tribunaux de grande instance et de commerce d’Évry, tous dépendants de la cour d'appel de Paris.

### Intercommunalité
La commune était la seule du canton de Villebon à ne pas avoir rejoint l'ancienne communauté d'agglomération Europ'Essonne au profit de la communauté de communes Cœur du Hurepoix, qui était compétente notamment pour l’aménagement, le développement économique et la voirie et regroupait également Montlhéry, Nozay et Longpont-sur-Orge.
Cette intercommunalité et l'ancienne communauté d'agglomération Europ'Essonne fusionnent et Villejust intègre le 1er janvier 2013 la nouvelle communauté d'agglomération Europ'Essonne.
Dans le cadre de l'achèvement de la coopération intercommunale prévue par la loi de modernisation de l'action publique territoriale et d'affirmation des métropoles, le schéma régional de  coopération intercommunale arrêté par le préfet d'Île-de-France le 4 mars 2015 prévoit « la fusion de la communauté d’agglomération du Plateau de Saclay et de la communauté d'agglomération Europ'Essonne, et extension du périmètre du nouveau regroupement aux communes de Verrières-le-Buisson et Wissous ». Cette fusion intervient le 1er janvier 2016, et la commune est désormais membre de la communauté d'agglomération Communauté Paris-Saclay.
En 2017, elle est également membre du syndicat mixte Courtaboeuf développement, du syndicat intercommunal des eaux des communes du nord-est de l'Essonne et du SIAHVY, le syndicat mixte d'aménagement hydraulique de la Vallée de l'Yvette.

### Tendances et résultats politiques
Les résultats électoraux établis à Villejust sont relativement en conformité avec ceux relevés dans le reste du pays, avec toutefois une tendance à voter majoritairement à droite, comme en témoignent les derniers résultats de l’élection cantonale de 2008 où le candidat divers droite obtint 55,19 % des suffrages dès le premier tour et lors des élections l'présidentielle et législatives de 2007 où les candidats de la majorité obtinrent respectivement sept points de plus qu’au plan national et deux points de plus que dans le reste de la circonscription, les Villejustiens élisant virtuellement Nathalie Kosciusko-Morizet dès le premier tour à 51,59 % des voix.
Cette tendance se retrouve aussi lors des élections municipales qui, bien qu’organisées au scrutin majoritaire plurinominal, portent tout de même des équipes de sensibilité divers droite au pouvoir.
Comme le reste de la nation, les électeurs ont toutefois privilégiés la gauche lors des élections européennes et régionales de 2004 et rejetés à 53,38 % le traité de Rome de 2004 comme ils l’avaient fait à 57,74 % pour le traité de Maastricht en 1992.
Élections présidentielles, résultats des deuxièmes tours
- Élection présidentielle de 2002 : 80,86 % pour Jacques Chirac (RPR), 19,14 % pour Jean-Marie Le Pen (FN), 83,96 % de participation[43].
- Élection présidentielle de 2007 : 60,17 % pour Nicolas Sarkozy (UMP), 39,83 % pour Ségolène Royal (PS), 89,29 % de participation[44].
- Élection présidentielle de 2012 : 55,70 % pour Nicolas Sarkozy (UMP), 44,30 % pour François Hollande (PS), 87,13 % de participation[45].
- Élection présidentielle de 2017 : 62,92 % pour Emmanuel Macron (LREM), 37,08 % pour Marine Le Pen (FN), 79,89 % de participation.

Élections législatives, résultats des deuxièmes tours
- Élections législatives de 2002 : 57,17 % pour Pierre-André Wiltzer (UMP), 42,83 % pour Marianne Louis (PS), 61,86 % de participation[46].
- Élections législatives de 2007 : 58,32 % pour Nathalie Kosciusko-Morizet (UMP), 41,68 % pour Olivier Thomas (PS), 60,32 % de participation[47].
- Élections législatives de 2012 : 54,70 % pour Nathalie Kosciusko-Morizet (UMP), 45,30 % pour Olivier Thomas (PS), 64,32 % de participation[48].
- Élections législatives de 2017 : 57,72 % pour Marie-Pierre Rixain (LREM), 42,28 % pour Agnès Evren (LR), 41,41 % de participation.

Élections européennes, résultats des deux meilleurs scores
- Élections européennes de 2004 : 28,81 % pour Harlem Désir (PS), 12,92 % pour Patrick Gaubert (UMP), 44,04 % de participation[49].
- Élections européennes de 2009 : 31,62 % pour Michel Barnier (UMP), 16,52 % pour Daniel Cohn-Bendit (Europe Écologie), 45,40 % de participation[50].
- Élections européennes de 2014 : 28,93 % pour Aymeric Chauprade (FN), 21,91 % pour Alain Lamassoure (UMP), 43,80 % de participation.
- Élections européennes de 2019 : 22,58 % pour Jordan Bardella (RN), 19,35 % pour Nathalie Loiseau (LREM), 52,75 % de participation.

Élections régionales, résultats des deux meilleurs scores
- Élections régionales de 2004 : 48,94 % pour Jean-Paul Huchon (PS), 35,58 % pour Jean-François Copé (UMP), 71,65 % de participation[51].
- Élections régionales de 2010 : 52,70 % pour Jean-Paul Huchon (PS), 47,30 % pour Valérie Pécresse (UMP), 50,12 % de participation[52].
- Élections régionales de 2015 : 44,22 % pour Valérie Pécresse (LR), 30,63 % pour Claude Bartolone (PS), 61,09 % de participation.

Élections cantonales et départementales, résultats des deuxièmes tours
- Élections cantonales de 2001 : données manquantes.
- Élections cantonales de 2008 : 55,19 % pour Dominique Fontenaille (DVD) élu au premier tour, 29,26 % pour Thomas Chaumeil (PS), 66,59 % de participation[53].
- Élections départementales de 2015 : 66,23 % pour Dominique Fontenaille (DVD) et Françoise Marhuenda (SE), 33,77 % pour Jérôme Cauët et Maud Olivier (PS), 46,44 % de participation.

Élections municipales, résultats des deuxièmes tours
- Élections municipales de 2001 : données manquantes.
- Élections municipales de 2008 : 528 voix pour Pierre Cambon, 528 voix pour Gilles Clavel, 72,24 % de participation[54].
- Élections municipales de 2014 : 48,75 % pour Serge Plumerand (DVD), 27,97 % pour Henri Cogneville (SE), 23,28 % pour Yves Yolle (SE), 70,51 % de participation.
- Élections municipales de 2020 : 100,00 % pour Igor Trickovski (SE) élu au premier tour, 34,30 % de participation.

Référendums
- Référendum de 2000 relatif au quinquennat présidentiel : 70,00 % pour le Oui, 30,00 % pour le Non, 30,80 % de participation[55].
- Référendum de 2005 relatif au traité établissant une Constitution pour l’Europe : 53,38 % pour le Non, 46,62 % pour le Oui, 74,64 % de participation[56].

### Politique locale
Le maire Serge Plumerand, élu depuis 1986, a annoncé en septembre 2017 sa démission et il a proposé au conseil municipal d'élire son premier adjoint, Igor Trickovski, directeur de cabinet de Nathalie Kosciusko-Morizet, alors maire de Longjumeau, puis de son successeur avant de prendre le même poste auprès de Chantal Brunel, maire LR de Bussy-Saint-Georges puis, en juin 2016, à la ville de Juvisy-sur-Orge. Celui-ci a été élu maire le 16 septembre 2017, et son prédécesseur élu maire-adjoint chargé des travaux.

### Liste des maires
| Période                                  | Période                   | Identité                                        | Étiquette   | Qualité |
| ---------------------------------------- | ------------------------- | ----------------------------------------------- | ----------- | --- |
| Les données manquantes sont à compléter. |                           |                                                 |             | |
| 1808                                     | 1819                      | Jean-Alexandre Pauquet de Villejust (1749-1839) |             | Avocat et marchand de biens Chevalier de l'Ordre Royal de la Légion d'honneur (1821) Nommé maire par le préfet |
| Les données manquantes sont à compléter. |                           |                                                 |             | |
| octobre 1831                             | 1843                      | Julien Paupe                                    |             | Cultivateur |
| Les données manquantes sont à compléter. |                           |                                                 |             | |
| septembre 1860                           | juin 1863                 | Emmanuel Tarot                                  |             | |
| juin 1863                                | septembre 1865            | Emmanuel Leroy                                  |             | Cultivateur |
| septembre 1865                           | mai 1871                  | Eugène Fosse                                    |             | |
| mai 1871                                 | novembre 1873             | Louis Félix Carrier                             |             | Ingénieur et propriétaire du château du Bois Courtin |
| novembre 1873                            | novembre 1880             | Germain Leroy                                   |             | Décédé en fonction |
| 1880                                     | février 1881              | Victor Laporte                                  |             | Cultivateur Maire par intérim |
| février 1881                             | mai 1884                  | Jean Victor Elie                                |             | Cultivateur |
| mai 1884                                 | octobre 1898              | Hyppolite Veslin                                |             | Cultivateur |
| octobre 1898                             | mai 1912                  | Édouard Marécat                                 |             | |
| mai 1912                                 | mai 1925                  | Alphonse Legendre                               |             | |
| mai 1925                                 | août 1932                 | Louis Carreiron                                 |             | |
| août 1932                                | mars 1959                 | Léon Marinier                                   | SFIO        | Carrier, syndicaliste |
| mars 1959                                | Maire en 1968             | André Legendre                                  |             | Réélu en 1965 |
| Les données manquantes sont à compléter. |                           |                                                 |             | |
| 1987                                     | septembre 2017            | Serge Plumerand                                 | DVD         | Retraité Démissionnaire |
| septembre 2017                           | En cours (au 25 mai 2020) | Igor Trickovski                                 | SE puis HOR | Directeur de cabinet de maires Conseiller délégué de la CA Paris Saclay (2016 → 2020) 10e vice-président de la CA Paris Saclay (2020 → ) Suppléant de la députée LREM Marie-Pierre Rixain (2022 → ) Réélu pour le mandat 2020-2026 |

### Jumelages
La commune n’a pas développé d’association de jumelage[Quand ?].

## Population et société

### Démographie

#### Évolution démographique
L'évolution du nombre d'habitants est connue à travers les recensements de la population effectués dans la commune depuis 1793. Pour les communes de moins de 10 000 habitants, une enquête de recensement portant sur toute la population est réalisée tous les cinq ans, les populations de référence des années intermédiaires étant quant à elles estimées par interpolation ou extrapolation. Pour la commune, le premier recensement exhaustif entrant dans le cadre du nouveau dispositif a été réalisé en 2005.

En 2022, la commune comptait 2 502 habitants, en évolution de +8,08 % par rapport à 2016 (Essonne : +2,89 %, France hors Mayotte : +2,11 %).
| 1793 | 1800 | 1806 | 1821 | 1831 | 1836 | 1841 | 1846 | 1851 |
| ---- | ---- | ---- | ---- | ---- | ---- | ---- | ---- | ---- |
| 331  | 362  | 384  | 386  | 408  | 399  | 422  | 429  | 427  |

| 1856 | 1861 | 1866 | 1872 | 1876 | 1881 | 1886 | 1891 | 1896 |
| ---- | ---- | ---- | ---- | ---- | ---- | ---- | ---- | ---- |
| 435  | 511  | 506  | 462  | 500  | 485  | 482  | 485  | 458  |

| 1901 | 1906 | 1911 | 1921 | 1926 | 1931 | 1936 | 1946 | 1954 |
| ---- | ---- | ---- | ---- | ---- | ---- | ---- | ---- | ---- |
| 490  | 505  | 485  | 433  | 506  | 560  | 531  | 519  | 577  |

| 1962 | 1968 | 1975 | 1982 | 1990  | 1999  | 2005  | 2006  | 2010  |
| ---- | ---- | ---- | ---- | ----- | ----- | ----- | ----- | ----- |
| 716  | 793  | 889  | 917  | 1 324 | 1 655 | 2 038 | 2 059 | 2 247 |

| 2015  | 2020  | 2022  | - | - | - | - | - | - |
| ----- | ----- | ----- | - | - | - | - | - | - |
| 2 301 | 2 446 | 2 502 | - | - | - | - | - | - |

En 1793 lors du premier recensement des personnes, le village de Villejust ne comptait que trois cent trente et un habitants. Après une croissance lente et continue, il dépassa le seuil de quatre cents habitants en 1831, une accélération soutenue intervint entre 1856 et 1861 où le village gagna soixante-seize résidents en cinq ans avant un accident démographique due à la  guerre franco-allemande de 1870 qui fit chuter le nombre à quatre cent soixante deux Villejustiens.
Après un nouveau gain pour arriver à cinq cents habitants en 1876 et une stabilité à quatre cent quatre-vingt-cinq résidents durant dix ans, le village connut un nouvel accident à l’orée du XXe siècle ou il ne comptait plus que quatre cent cinquante huit personnes en 1896 et quatre cent trente trois en 1921 après la Première Guerre mondiale.
Dès lors, la population crut à nouveau, jusqu’à la chute au sortir de la Seconde Guerre mondiale où ne restaient plus que cinq cent dix neuf Villejustiens, en partie due aux trente-six victimes des deux conflits mondiaux dans la commune. La croissance perdura ensuite, à un rythme plus soutenu, en atteignant neuf cent dix sept habitants en 1982, mille trois cent vingt-quatre en 1990 et deux mille cinquante-neuf lors du recensement de 2006. Cependant, Villejust reste encore le village le moins peuplé du canton de Villebon-sur-Yvette.
En 1999, 6,2 % de la population était d’origine étrangère et seulement 8,6 % des foyers étaient composés de familles monoparentales, chiffres bien inférieurs aux autres communes du département.

#### Pyramide des âges
En 2018, le taux de personnes d'un âge inférieur à 30 ans s'élève à 40,3 %, soit au-dessus de la moyenne départementale (39,9 %). À l'inverse, le taux de personnes d'âge supérieur à 60 ans est de 15,4 % la même année, alors qu'il est de 20,1 % au niveau départemental.
En 2018, la commune comptait 1 207 hommes pour 1 198 femmes, soit un taux de 50,19 % d'hommes, légèrement supérieur au taux départemental (48,98 %).
Les pyramides des âges de la commune et du département s'établissent comme suit.
| Hommes | Classe d’âge | Femmes |
| ------ | ------------ | ------ |
| 0,2    | 90 ou +      | 0,7    |
| 2,9    | 75-89 ans    | 4,3    |
| 11,5   | 60-74 ans    | 11,2   |
| 20,9   | 45-59 ans    | 21,6   |
| 23,0   | 30-44 ans    | 23,1   |
| 18,6   | 15-29 ans    | 18,0   |
| 22,9   | 0-14 ans     | 21,2   |

| Hommes | Classe d’âge | Femmes |
| ------ | ------------ | ------ |
| 0,5    | 90 ou +      | 1,4    |
| 5,4    | 75-89 ans    | 7,2    |
| 12,9   | 60-74 ans    | 13,9   |
| 20     | 45-59 ans    | 19,4   |
| 19,9   | 30-44 ans    | 20,1   |
| 20     | 15-29 ans    | 18,2   |
| 21,3   | 0-14 ans     | 19,8   |

### Enseignement
Les établissements scolaires de Villejust sont rattachés à l’académie de Versailles.
La commune dispose en 2010 de l’école maternelle des Tilleuls et de l’école élémentaire Jeanne-Chanson.
Les élèves se rendent ensuite au collège Jules-Verne de Villebon-sur-Yvette et aux lycées des Amonts et de l’Essouriau des Ulis.
Un centre de loisirs aux Coudrayes accueille les enfants hors périodes scolaires.

### Santé
La commune ne dispose d’aucun établissement de santé sur son territoire, le centre hospitalier et le SMUR de Longjumeau traitent les pathologies et les urgences. Un centre médical est installé sur la commune, un médecin et un chirurgien-dentiste sont implantés en 2008 sur la commune.

### Culture
Une médiathèque est installée à proximité de la mairie, plusieurs salles polyvalentes permettent les représentations, dont le centre culturel des Coudrayes, la salle de la Poitevine et les salles des Deux-Lacs. En 2005, quatre associations participaient à l’animation culturelle.

### Sports
Le sport à Villejust se pratique sur différents sites, le stade municipal constitué de la salle polyvalente de la Poupardière, d’un terrain de football et d’un dojo, l’espace de jeux des Pavillons et les trois courts de tennis. Douze associations enseignent et permettent la pratique du sport sur la commune[réf. nécessaire].

### Autres services publics
Aucun service public national n’est présent à Villejust. La sécurité est assurée par la brigade de gendarmerie de Nozay et le centre d’incendie et de secours de Marcoussis.

### Lieux de culte

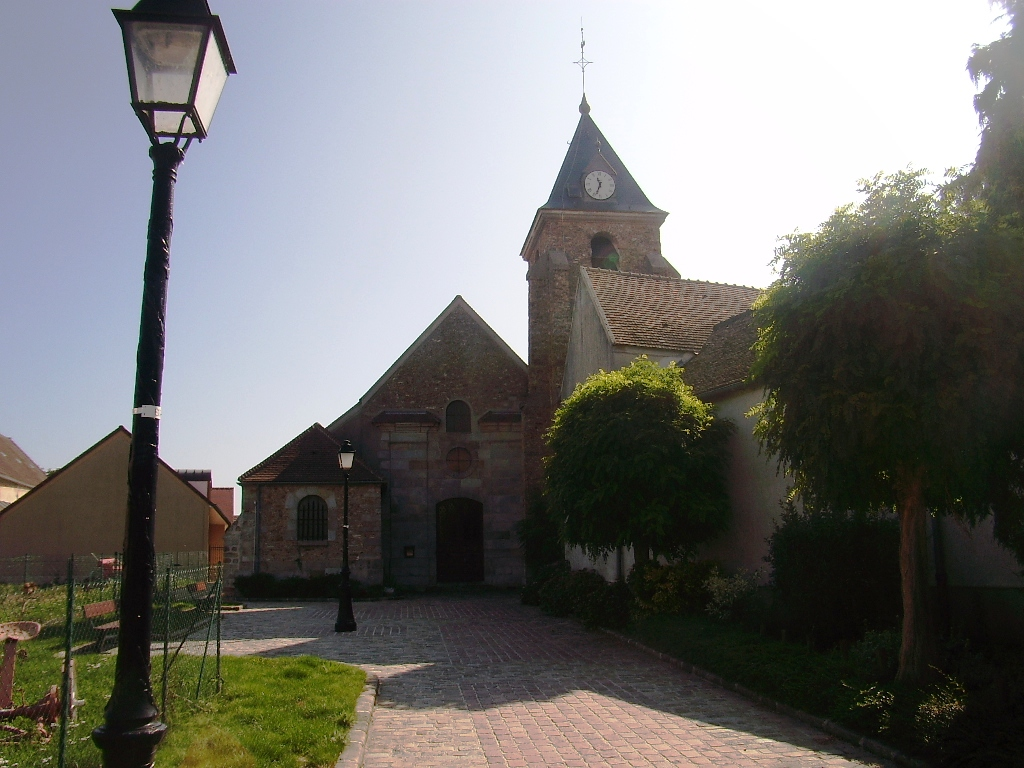
L’église Saint-Julien.

La paroisse catholique est rattachée en 2008 au diocèse d'Évry-Corbeil-Essonnes et au doyenné de Palaiseau. Elle accueille les fidèles dans l’église saint-Julien.

### Médias
L’hebdomadaire Le Républicain diffuse une édition pour le Nord-Essonne qui traite en partie des informations du secteur.
La chaîne de télévision régionale Télif, qui a repris les programmes de Téléssonne, diffuse des informations locales sur le réseau satellite et ADSL. S’ajoute la chaîne France 3 Paris Île-de-France Centre disponible dans tout le Bassin parisien.

## Économie

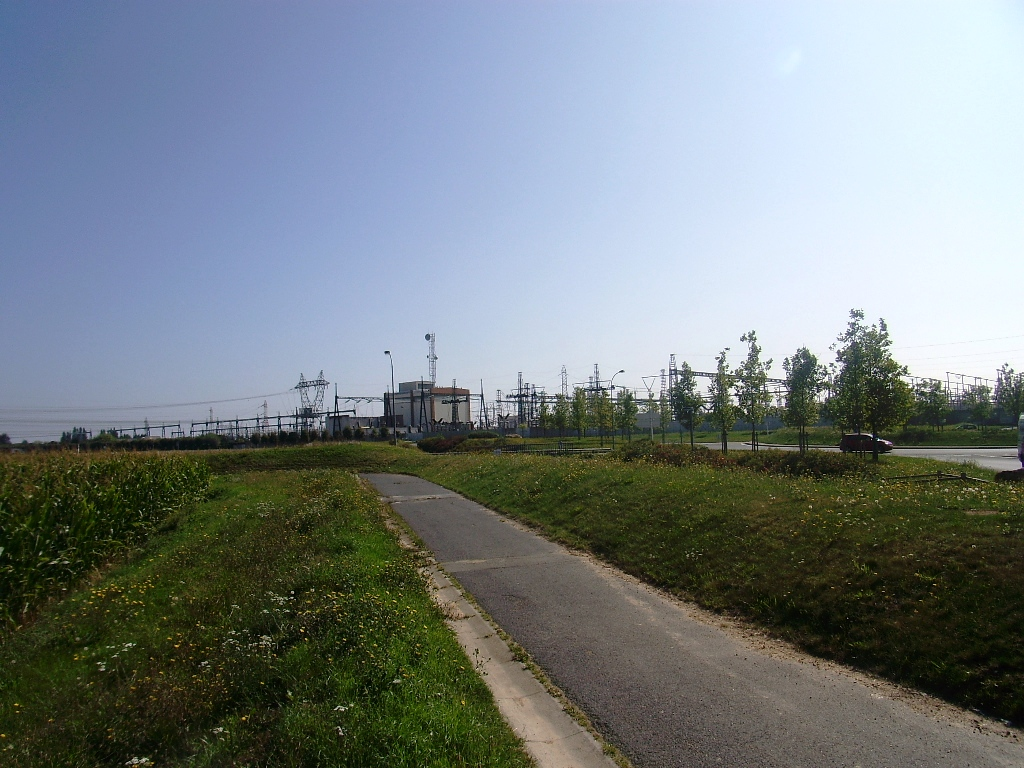
Le centre de transformation électrique.

Villejust est intégré par l’Insee au bassin d'emploi d’Orsay qui regroupait en 1999  vingt-cinq communes et 125 975 habitants, les Villejustiens ne représentant que 1,31 % de cette population.
La commune accueille trois secteurs du parc d'activités de Courtabœuf, premier parc tertiaire européen, et notamment sur son territoire le siège social français et européen d’Apple, qui avec ses deux cents salariés est le premier employeur de la commune[réf. nécessaire].
Deuxième site industriel d’importance, le centre de transformation électrique d’EDF-RTE, implanté au début des années 1960 sur seize hectares, dont les 2,4 gigawatts alimentent tous le Sud francilien et les installations du CEA et de la DGA Essais propulseurs de Saclay, Nokia Bell Labs France à Nozay et la LGV Atlantique.
Troisième employeur important, l’usine d’incinération des déchets implantée en 1972 qui a traité en 2006 73 048 tonnes de déchets[réf. nécessaire], est classé comme installation polluante au registre français des émissions polluantes pour ses rejets de dioxyde de carbone
En 1999, la population active comptait 903 personnes dont 5,2 % étaient au chômage, chiffre porté à 7,6 % en 2005.
Deux hôtels dont un deux étoiles sont implantés sur la commune totalisant cent cinquante six chambres[réf. nécessaire].

### Emplois, revenus et niveau de vie
Près du tiers de cette population active ayant un emploi relevait du statut d’employé et seulement dix pour cent de cadres. Douze personnes étaient encore agriculteurs ou ouvriers agricoles sur la commune, répartis sur cinq exploitations, deux céréalières, deux d’horticulture et de maraîchage et l’une d’élevage bovin.
En 2004, le revenu moyen par ménage s’établissait à 21 487 euros, 75 % des habitants étaient propriétaires de leur habitation, parc constitué à 78 % de maisons individuelles. Le revenu fiscal médian par ménage était en 2006 de 22 864 euros, ce qui plaçait Villejust au millième rang parmi les 30 687 communes de plus de cinquante ménages en métropole et au quatre-vingt dixième rang départemental.
| Répartition des emplois par catégorie socioprofessionnelle en 2006. |              |                                           |                                                   |                            |                          |                           |
|                                                                     | Agriculteurs | Artisans, commerçants, chefs d’entreprise | Cadres et professions intellectuelles supérieures | Professions intermédiaires | Employés                 | Ouvriers                  |
| Villejust                                                           | 0,5 %        | 8,7 %                                     | 19,2 %                                            | 27,6 %                     | 21,1 %                   | 22,9 %                    |
| Zone d’emploi d’Orsay                                               | 0,2 %        | 3,7 %                                     | 36,2 %                                            | 26,2 %                     | 21,4 %                   | 12,3 %                    |
| Moyenne nationale                                                   | 2,2 %        | 6,0 %                                     | 15,4 %                                            | 24,6 %                     | 28,7 %                   | 23,2 %                    |
| Répartition des emplois par secteur d'activité en 2006.             |              |                                           |                                                   |                            |                          |                           |
|                                                                     | Agriculture  | Industrie                                 | Construction                                      | Commerce                   | Services aux entreprises | Services aux particuliers |
| Villejust                                                           | 3,0 %        | 19,6 %                                    | 4,5 %                                             | 19,2 %                     | 21,7 %                   | 8,8 %                     |
| Zone d’emploi d’Orsay                                               | 1,0 %        | 13,4 %                                    | 3,8 %                                             | 18,1 %                     | 30,5 %                   | 5,4 %                     |
| Moyenne nationale                                                   | 3,5 %        | 15,2 %                                    | 6,4 %                                             | 13,3 %                     | 13,3 %                   | 7,6 %                     |
| Sources : Insee                                                     |              |                                           |                                                   |                            |                          |                           |

### Parc d’activité de Courtabœuf
En 1960 est décidée l’implantation d’un parc d’activité sur le plateau de Courtabœuf. La commune comme ses voisines dut céder des espaces de culture pour accueillir en 1967 la première structure : Atochem. Ce parc d’activité, serait en 2009 le premier parc tertiaire d’Europe, est connu sous le nom de parc d'activités de Courtabœuf.

## Culture locale et patrimoine

### Lieux et monuments
Patrimoine environnemental
Plus de sept dixièmes du territoire de la commune est encore vierge de construction, en grande majorité constitué d’espaces de cultures céréalières et maraîchères. Des bois occupent toute une partie du territoire au nord-est. À l'ouest de la commune, le parc des Deux-Lacs occupe huit hectares, il est complété par le bassin de rétention des crues de la source du Rouillon constitue une réserve pour la faune sauvage. Gage d’un environnement préservé et mis en valeur, la commune arbore en 2008 deux fleurs au concours des villes et villages fleuris.
Le bois et la carrière géologique au sud-est du territoire ont été recensés au titre des espaces naturels sensibles par le conseil général de l'Essonne.
Patrimoine architectural
Aucune construction du village n'est recensée sur la base Mérimée du ministère de la Culture. La cloche de l’église nommée Gabrielle-Jeanne, en bronze datant de 1749, est elle classée au titre des objets depuis 1944.
On peut néanmoins noter : 
- la mairie et l’école de Fretay construites au XIXe siècle utilisent ce même matériau ;
- l'église Saint-Julien, construite aux alentours de 1520, presque en totalité détruite par un incendie en 1796, fut reconstruite à cette époque en pierre meulière[88], le clocher étant reconstruit à nouveau en 1900 ;
- le château du Bois-Courtin date du milieu du XIXe siècle, et a été modifié en 1932.

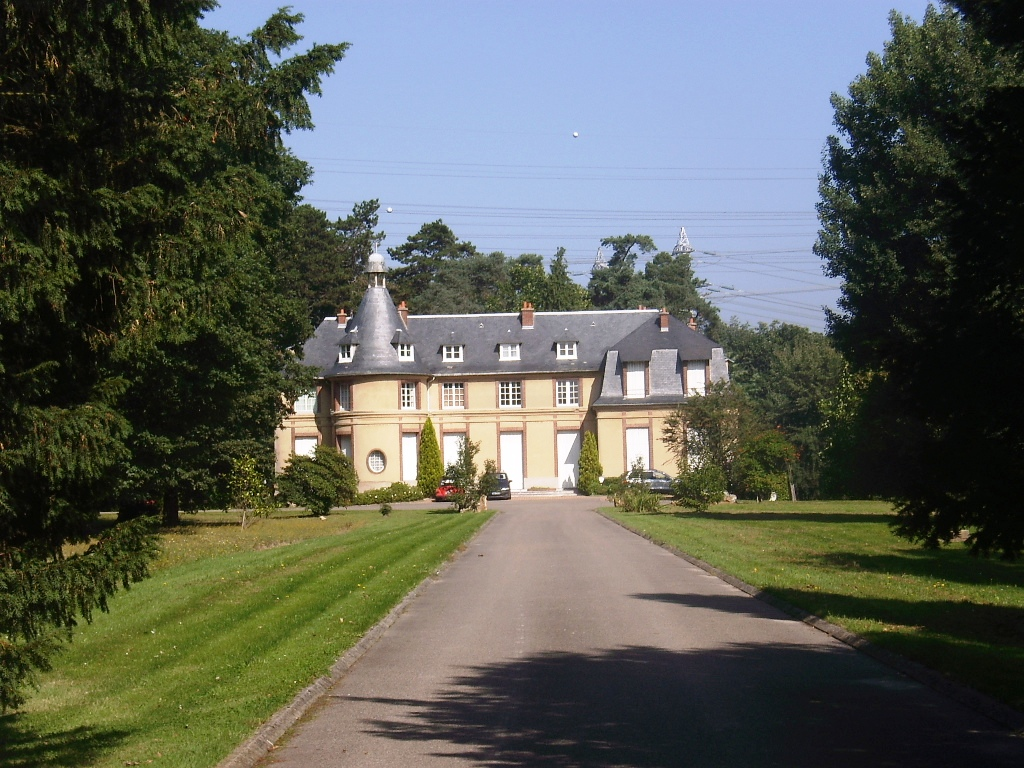
Le château de Bois-Courtin.
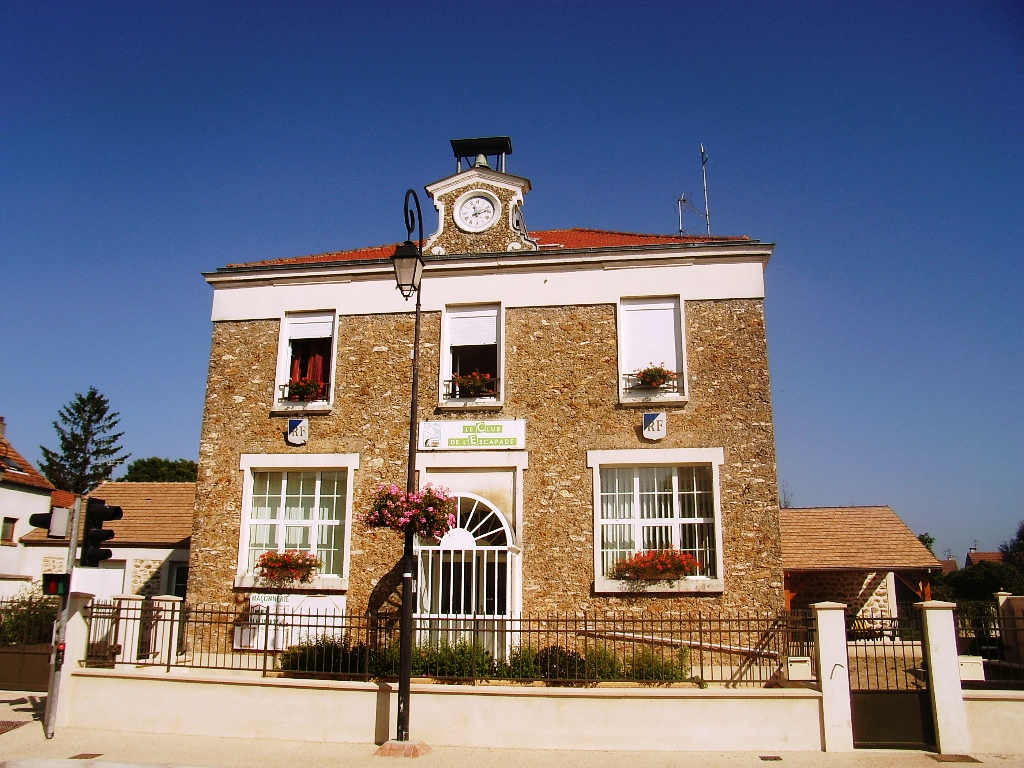
Ancienne école de Fretay.

### Personnalités liées à la commune
Différents personnages publics sont nés, décédés ou ont vécu à Villejust :

Blason de Jean-Philippe Lambert de Villejust.

- Enguerrand de Marigny (1260-1315), chambellan, en fut le seigneur ;
- Jean-Philippe Lambert de Villejust (?-?), intendant de la maison de la Reine et seigneur du lieu. Il portait comme blason : De gueules au lévrier d’argent assis sur une terrasse de sinople avec la devise Amicis et Mihi (À mes amis et à moi) ;
- Louis Hercule Timoléon de Cossé-Brissac (1734-1792), gouverneur de Paris, en fut le seigneur ;
- Louis V Joseph de Bourbon-Condé (1736-1818), prince du sang, en fut le seigneur ;
- Jean Alexandre Pauquet de Villejust (1749-1839), seigneur du lieu de 1820 à sa mort ;
- Jean-Baptiste Bernadotte (1763-1844), maréchal d'Empire et roi de Suède et de Norvège, possédait le domaine de Villarceaux ;
- Désirée Clary (1777-1860), épouse du précédent.
- Armand Blanc (1817-1869), sculpteur, est mort à Villejust.

### Héraldique
| Blason de Villejust | Blason  | De gueules à la porte de ville d’or ouverte du champ et ajourée de sable, mouvant de la pointe, à l’épée haute d’argent garnie aussi d’or brochant sur le tout. |
| Blason de Villejust | Détails | Le blason représente la porte d’une ville fortifiée, qu’était Fretay, protégée par une épée, symbole de justice. La porte d’une ville et l’épée de la justice rappelle alors le nom de Villejust et en font des armes parlantes. Le blason municipal apparaît sur la motrice du TGV 334 au titre du parrainage du matériel SNCF par les communes. |

### Villejust dans les arts et la culture
- Autrefois persistait une croyance populaire voulant que se trouvait à Villejust des bergers sorciers.
- Les Villejustiens sont surnommés les « Culbutants », car résidant sur un plateau, ils doivent partout descendre pour se rendre dans les communes voisines.
- Plusieurs rues du 16e arrondissement de Paris portèrent le nom de Villejust : l’avenue des Portugais et la rue Jean-Giraudoux étaient jusqu’en 1868 la rue Pauquet de Villejust, la rue Paul-Valéry était jusqu’en 1946 la rue de Villejust.